# Take You with Me
Take You with Me è un singolo del gruppo musicale statunitense Tremonti, pubblicato il 16 aprile 2018 come secondo estratto dal quarto album in studio A Dying Machine.

## Descrizione
Dodicesima traccia dell'album, si tratta del brano più radiofonico del gruppo, con ritornelli alternative e strofe tipicamente thrash. Il testo è stato curato dal frontman Mark Tremonti, che ne ha spiegato il significato in occasione di un'intervista concessa alla rivista statunitense Billboard:

## Video musicale
Il videoclip, diretto da John Deeb, è stato pubblicato in concomitanza con il lancio del singolo attraverso il canale YouTube della Napalm Records e mostra il gruppo eseguire il brano su un palcoscenico vuoto.

## Tracce
1. Take You with Me – 4:19

## Formazione
Gruppo
- Mark Tremonti – voce, chitarra, arrangiamento
- Eric Friedman – cori, chitarra, basso, arrangiamento, strumenti ad arco, tastiera, programmazione
- Garrett Whitlock – batteria, arrangiamento

Altri musicisti
- Michael "Elvis" Baskette – arrangiamento, strumenti ad arco, tastiera, programmazione
- Jef Moll – arrangiamento, strumenti ad arco, tastiera, programmazione

Produzione
- Michael "Elvis" Baskette – produzione, missaggio
- Jef Moll – ingegneria del suono, montaggio digitale
- Josh Saldate – assistenza tecnica
- Ted Jensen – mastering
- Adam Grover – assistenza al mastering

## Classifiche
| Classifica (2018)             | Posizione massima |
| ----------------------------- | ----------------- |
| Stati Uniti (mainstream rock) | 32                |